# Kettes szánkó az 1988. évi téli olimpiai játékokon
Az 1988. évi téli olimpiai játékokon a szánkó kettes versenyszámát február 19-én rendezték. Az aranyérmet a keletnémet Jörg Hoffmann, Jochen Pietzsch összeállítású páros nyerte meg. A versenyszámban nem vett részt magyar páros.

## Eredmények
A verseny két futamból állt. A két futam időeredményének összessége határozta meg a végső sorrendet. Az időeredmények másodpercben értendők. A futamok legjobb időeredményei vastagbetűvel olvashatóak.
| Helyezés | Csapat                                                          | 1.     | 2.     | Össz.    |
| -------- | --------------------------------------------------------------- | ------ | ------ | -------- |
| Arany    | NDK (GDR)-1 · Jörg Hoffmann · Jochen Pietzsch                   | 45,786 | 46,154 | 1:31,940 |
| Ezüst    | NDK (GDR)-2 · Stefan Krauße · Jan Behrendt                      | 45,886 | 46,153 | 1:32,039 |
| Bronz    | NSZK (FRG)-1 · Thomas Schwab · Wolfgang Staudinger              | 46,024 | 46,250 | 1:32,274 |
| 4.       | NSZK (FRG)-2 · Stefan Ilsanker · Georg Hackl                    | 46,054 | 46,244 | 1:32,298 |
| 5.       | Ausztria (AUT)-1 · Georg Fluckinger · Robert Manzenreiter       | 46,135 | 46,229 | 1:32,364 |
| 6.       | Szovjetunió (URS)-1 · Vitalij Melnyik · Dmitrij Alekszejev      | 46,060 | 46,399 | 1:32,459 |
| 7.       | Olaszország (ITA)-1 · Kurt Brugger · Wilfried Huber             | 46,125 | 46,428 | 1:32,553 |
| 7.       | Szovjetunió (URS)-2 · Jevgenyij Belouszov · Alekszandr Beljakov | 45,973 | 46,580 | 1:32,553 |
| 9.       | Olaszország (ITA)-2 · Bernhard Kammerer · Walter Brunner        | 46,381 | 46,790 | 1:33,171 |
| 10.      | Kanada (CAN)-1 · Bob Gasper · André Benoit                      | 46,240 | 47,066 | 1:33,306 |
| 11.      | Egyesült Államok (USA)-1 · Miroslav Zajonc · Timothy Nardiello  | 46,482 | 46,838 | 1:33,320 |
| 12.      | Ausztria (AUT)-2 · Gerhard Sandbichler · Franz Lechleitner      | 46,771 | 46,691 | 1:33,462 |
| 13.      | Csehszlovákia (TCH) · Petr Urban · Luboš Jíra                   | 46,388 | 47,233 | 1:33,621 |
| 14.      | Japán (JPN) · Takamacu Kazuhiko · Hirakava Cukasza              | 47,129 | 47,324 | 1:34,453 |
| 15.      | Nagy-Britannia (GBR) · Stephen Brialey · Nick Ovett             | 46,912 | 47,764 | 1:34,676 |
| 16.      | Egyesült Államok (USA)-2 · Joseph Barile · Steven Maher         | 46,262 | 48,701 | 1:34,963 |
| 17.      | Kanada (CAN)-2 · Sam Salmon · Dan Doll                          | 48,300 | 49,058 | 1:37,358 |
| 18.      | Bulgária (BUL) · Kraszimir Kamenov · Mitko Bacsev               | 51,957 | 48,620 | 1:40,577 |